# Maksim Schaunertschyk
Maksim Anatoljewitsch Schaunertschyk (belarussisch Максім Анатолевіч Жаўнерчык, * 9. Februar 1985 in Salihorsk) ist ein belarussischer ehemaliger Fußballspieler.

## Karriere

### Verein
Schaunertschyk begann seine Karriere in seiner Heimatstadt beim FK Schachzjor Salihorsk. Im Januar 2004 wechselte er zu BATE Baryssau, für den er im September 2008 in der Champions League. Im Januar 2009 wechselte er nach Russland zum FK Kuban Krasnodar, mit dem er kurzzeitig sogar in der zweiten Liga. Im Januar 2015 kehrte er nach Belarus zu Baryssau zurück.

### Nationalmannschaft
Schaunertschyk wurde im Februar 2011 erstmals für das Nationalteam nominiert. Sein Debüt gab er im März 2011 im Testspiel gegen Kanada.